# Heterospilus cressoni
Heterospilus cressoni – gatunek błonkówki z rodziny męczelkowatych i podrodziny Doryctinae.
Ciało długości 3,5 do 4 mm. Głowa brązowa, zwykle z rozjaśnieniami wokół oczu i na twarzy, która nie jest wyraźnie popękana; o ciemieniu pokrytym poprzecznymi rowkami. Czułki o trzonku i nóżce żółtych, 4-6 wierzchołkowych członach biczyka białych, a reszcie brązowej. Ubarwienie tułowia brązowe, pozatułowia i gładkiego mesopleuronu ciemnobrązowe, a metasomy brązowe z żółtym wzorem. Skrzydła z brązowymi żyłkami i pterostygmą, której jedynie sam nasada jest zażółcona. Odnóża żółte w części nasadowej i brązowe w wierzchołkowej.
Gatunek znany wyłącznie z Kostaryki.